# 伊維薩主教座堂
伊維薩主教座堂（Ibiza Cathedral）是位於西班牙城市伊維薩的一座羅馬天主教的主教座堂。伊維薩主教座堂始建於1235年，在18世紀大規模翻新。